# Odontolabis cuvera fallaciosa
Odontolabis cuvera fallaciosa es una subespecie de coleóptero de la familia Lucanidae.

## Distribución geográfica
Habita en Vietnam, Tailandia, Laos y China.